# Conseil de la protection sociale des travailleurs indépendants
Le Conseil de la protection sociale des travailleurs indépendants (CPSTI) est un organisme français créé dans le cadre de la réforme du régime social des indépendants (RSI) et de l'intégration des travailleurs indépendants au régime général.

## Historique
Le Conseil de la protection sociale des travailleurs indépendants (CPSTI) est créé le 1er janvier 2019 par le décret n°2018-174 du 9 mars 2018 - art. 13. Le CPSTI, a pour première mission de finaliser l'intégration des travailleurs indépendants au régime général de la Sécurité sociale. Il a également des missions autour de l’action sanitaire et sociale, de la médiation, et de la qualité de service.

## Gouvernance nationale
La gouvernance nationale est assurée par une assemblée générale composée de membres désignés par les organisations professionnelles représentatives (U2P, CPME, FNAE et CNPL). Elle comprend 46 membres (24 sont titulaires, 22 sont suppléants). Un directeur et un directeur comptable et financier sont désignés par arrêté ministériel. L’Assemblée générale désigne également un Médiateur national. Le Conseil est également soumis au contrôle économique et financier de l'État, et à une certification de la Cour des comptes.

## Missions nationales
Le CPSTI doit, de manière générale, assurer la bonne application des règles de protection sociale en faveur des travailleurs indépendants. A ce titre, il veille à la qualité des services fournis par les organismes chargés du recouvrement des cotisations et du versement des prestations aux travailleurs indépendants. Le CPSTI évalue la qualité des services offerts aux travailleurs indépendants et formule des recommandations pour son amélioration. Il émet par exemple des recommandations en matière de prévention et propose des mesures pour améliorer les services rendus aux travailleurs indépendants dans le cadre des conventions d'objectifs et de gestion des différentes branches du régime général.
Le CPSTI exerce aussi des missions consultatives : il peut formuler des propositions de modifications législatives ou réglementaires et est sollicité par le ministre responsable de la Sécurité sociale sur tout sujet lié à la protection sociale des travailleurs indépendants.

### Action sanitaire et sociale
Le CPSTI définit les orientations générales de l'action sanitaire et sociale : dans ce cadre, il verse une aide exceptionnelle "COVID" de 1250 euros à tous les travailleurs indépendants en activité en avril 2020. En juillet 2023, il réalise une opération de soutien aux indépendants victimes des émeutes consécutives à la mort de Nahel Merzouk, cette aide pouvant aller jusqu’à 6 000€ par travailleur indépendant. Une aide pour les travailleurs indépendants victimes des tempêtes Ciaran et Domingos qui ont touché la France entre le 1er et le 5 novembre 2023 est débloquée. En janvier 2024, l'opération est renouvelée en raison des intempéries, et en octobre 2024 dans le cadre de la tempête Kirk avec une aide plafonnée à 2 000€.

### Pilotage financier
Il doit aussi piloter le régime complémentaire obligatoire d'assurance vieillesse et le régime d'invalidité-décès des travailleurs indépendants, ainsi que la gestion des fonds alloués à ces régimes.

### Médiation
En outre, le CPSTI dispose d'un dispositif de médiation au niveau national et régional. Les 17 médiateurs sont essentiellement là pour apporter un apaisement dans les relations et favoriser le dialogue entre le travailleur indépendant et les organismes du régime général.

## Missions locales
Le CPSTI coordonne et contrôle les activités des instances régionales qui comprennent chacune 22 membres titulaires et autant de suppléants. Elles remplissent plusieurs missions :
- attribution des aides dans le domaine de l’action sanitaire et sociale, comme pour des cotisants en difficulté, lors de catastrophes[8] et d’intempéries, ou encore d’aide au départ en retraite ou des hausses d'énergie[9].
- représentation au sein des Caisses Primaires d'Assurance Maladie et des conseils d’administration des URSSAF, des CARSAT et des CGSS.
- traitement des réclamations au sein d’une commission de recours amiable (CRA) concernant le régime complémentaire des indépendants et le régime invalidité-décès

## Chiffres clés
Il représente environ 6,5 millions de chefs d'entreprise indépendants actifs et retraités et leurs ayants droit, dont 3,7 millions de cotisants actifs. La population bénéficiaire des prestations maladie est d'environ 4,1 millions de personnes.
Chaque année, 2,5 milliards d'euros de prestations sont versées par les régimes pilotés par le CPSTI (invalidité et retraite complémentaire des indépendants) à 1,4 million de retraités du régime complémentaire des indépendants.
Les cotisations versées en 2021 représentent près de 20,1 milliards d’euros encaissés sur l’ensemble des risques (y compris allocations familiales, CSG-CRDS et formation), en hausse de 96% par rapport à 2020.
L'action sanitaire et sociale représente 141 millions d'euros d’aides spécifiques versées (141 300 aides attribuées) en 2021.

## Sources
1. ↑  « Certification des comptes 2022 du régime général de sécurité sociale et du CPSTI | Cour des comptes », sur www.ccomptes.fr, 16 mai 2023 (consulté le 27 juin 2023)
2. ↑  « Nouvelle mesure de soutien pour les commerçants impactés par les émeutes », sur www.lhotellerie-restauration.fr (consulté le 17 juillet 2023)
3. ↑  « Tempêtes : jusqu’à 2 000 € d’aide pour les indépendants victimes de Ciaran, Domingos... », sur Le Particulier, 24 novembre 2023 (consulté le 20 novembre 2024)
4. ↑  « Indépendants touchés par les intempéries : vous avez droit à des mesures d’urgence », sur www.lemondedesartisans.fr, 15 janvier 2024 (consulté le 6 novembre 2024)
5. ↑  « Tempête Kirk : l’Urssaf se mobilise pour soutenir les professionnels touchés par les intempéries », sur L'Hotellerie - Restauration, 14 octobre 2024
6. ↑  « Travailleurs indépendants : les retraites du régime complémentaire... », sur www.aefinfo.fr (consulté le 27 juin 2023)
7. ↑  « CPSTI : de nouveaux médiateurs en matière de protection sociale », sur www.lemondedesartisans.fr, 31 mars 2022 (consulté le 27 juin 2023)
8. ↑  « L’Urssaf au chevet des entreprises touchées par les feux de forêts », sur Les Echos Executives, 24 août 2022 (consulté le 27 juin 2023)
9. ↑  « Hausse des prix de l’énergie : un accompagnement de l’Urssaf », sur Les Echos Executives, 18 janvier 2023 (consulté le 27 juin 2023)